# Meromacrus croceatus
Meromacrus croceatus är en tvåvingeart som beskrevs av Hull 1960. Meromacrus croceatus ingår i släktet Meromacrus och familjen blomflugor.
Artens utbredningsområde är Kalifornien. Inga underarter finns listade i Catalogue of Life.